# 三道岭铁路
三道岭煤矿专用铁路，又称柳三线。位于中華人民共和國新疆維吾爾自治區哈密市。南起兰新铁路柳树泉站，北至矿区交接站，正线长13公里。是哈密矿务局为开发三道岭露天煤矿而修建的铁路线，三道岭煤矿实行自管。
该线于1959年4月动工，1960年5月13日铺轨到达柳树泉站，1962年正式交付使用。正线长18公里。1962年矿区将交接站从北站移至南站，缩短线路5公里。1989年，装车煤炭158万吨；卸车1.1万吨。 矿区共建专用线8公里、站线10公里、道岔48组、道口3处。